# Pegam in Lambergar (Rudolf)
Pegam in Lambergar je drama Frančka Rudolfa, ki jo je napisal leta 1976.

## Osebe
- Jan Vitovec / Maharadža / Pegam
- Lambergar / Pevec
- Smrt / Maharadževa žena / Lambergarjeva mama (lutka)
- Hudič / Maharadževa hčerka / Lambergarjeva žena (lutka)
- Katarina Celjska
- Cesar

Jan Vitovec pripoveduje Katarini o svojih bojih s cesarjem, pri tem se spomni svojega sošolca Lambergarja. Ljudski Pevec brž ponudi sinopsis za slavno Zgodbo; to so sicer same laži, mi pa opice pred ogledalom, toda zgodovina je v čitankah. Vitovcu je sinopsis všeč, Pevcu naroči, naj ustvari mjuzikal. Sledi ljudska pesem o Pegamu in Lambergarju kot nekak scenarij za nadaljnje dogajanje:
Lambergar išče svojega prijatelja po Indiji, sreča se z Maharadžem, cesarjem malega, 40-milijonskega narodiča Slovencev, ki ga ogroža strašni Pegam s svojima spremljevalcema Smrtjo in Hudičem. Maharadža se razveseli Lambergarja,  bič dhebfhbbdj uijiddbfh v hudhcuhuhfujdijchglavo, tako bo Pegama ubil in pregnal oba njegova hudiča, levega in desnega. Maharadža ponudi Lambergarju svojo ženo in hčerko, obe sta tako lepi in zapeljivi, da izpodrineta Lambergarjevi ženski in Lambergarja zvabita v seks. Tedaj se Maharadža spremeni v Pegama in skuša Lambergarja ubiti, toda Smrt in Hudič stvar tako premešata, da nobeden od junakov ne ve, kdo pravzaprav je, oba sta drug drugemu drugi jaz; spopadeta se, da bi do kraja odigrala predpisani scenarij.
Lambergar kleči pred cesarjem, za nagrado, ker je ubil Pegama, prosi, da bi dobil v last tri gradove na Kranjskem. Cesarju se to zdi preveč, podari mu le grad Kamen, obenem pa ga odpusti iz svoje službe z invalidsko pokojnino, Lambergar se čuti ogoljufanega, toda cesar mu zabrusi, da se je ogoljufal sam, naj le ima svoj grad in sam sebe v njem ako rad, tako poje o njem pesem ... sploh pa je avdience konec, adijo!